# Cantón de La Réole
El cantón de La Réole era una división administrativa francesa, que estaba situada en el departamento de Gironda y la región de Aquitania.

## Composición
El cantón estaba formado por veintitrés comunas:
- Bagas
- Blaignac
- Bourdelles
- Camiran
- Casseuil
- Floudès
- Fontet
- Fossès-et-Baleyssac
- Gironde-sur-Dropt
- Hure
- Lamothe-Landerron
- La Réole
- Les Esseintes
- Loubens
- Loupiac-de-la-Réole
- Mongauzy
- Montagoudin
- Morizès
- Noaillac
- Saint-Exupéry
- Saint-Hilaire-de-la-Noaille
- Saint-Michel-de-Lapujade
- Saint-Sève

## Supresión del cantón de La Réole
En aplicación del Decreto nº 2014-192 de 20 de febrero de 2014, el cantón de La Réole fue suprimido el 22 de marzo de 2015 y sus 23 comunas pasaron a formar parte del nuevo cantón de Reolés y de las Bastidas.